# Sandy (Pennsilvània)
Sandy és una concentració de població designada pel cens dels Estats Units a l'estat de Pennsilvània. Segons el cens del 2000 tenia 1.687 habitants.

## Demografia
Segons el cens del 2000, Sandy tenia 1.687 habitants, 658 habitatges, i 459 famílies. La densitat de població era de 465,3 habitants/km².
Dels 658 habitatges en un 28% hi vivien nens de menys de 18 anys, en un 57,1% hi vivien parelles casades, en un 9,9% dones solteres, i en un 30,1% no eren unitats familiars. En el 26,4% dels habitatges hi vivien persones soles el 12,2% de les quals corresponia a persones de 65 anys o més que vivien soles. El nombre mitjà de persones vivint en cada habitatge era de 2,4 i el nombre mitjà de persones que vivien en cada família era de 2,87.
Per edats la població es repartia de la següent manera: un 21% tenia menys de 18 anys, un 6,9% entre 18 i 24, un 27,2% entre 25 i 44, un 22,2% de 45 a 60 i un 22,7% 65 anys o més.
L'edat mediana era de 42 anys. Per cada 100 dones de 18 o més anys hi havia 88,7 homes.
La renda mediana per habitatge era de 33.902 $ i la renda mediana per família de 42.222 $. Els homes tenien una renda mediana de 30.464 $ mentre que les dones 23.950 $. La renda per capita de la població era de 16.968 $. Entorn del 2,6% de les famílies i el 5,8% de la població estaven per davall del llindar de pobresa.

## Poblacions més properes
El següent diagrama mostra les poblacions més properes.